# Agathosma pattisonae
Agathosma pattisonae är en vinruteväxtart som beskrevs av Dümmer. Agathosma pattisonae ingår i släktet Agathosma och familjen vinruteväxter. Inga underarter finns listade i Catalogue of Life.